# 급벌찬
급벌찬(級伐飡)은 유리 이사금 9년(32년)에 설치했다고 하는 삼국사기 기록이 있긴 하지만 법흥왕 7년(520년) 율령 반포와 함께 시행한 경위(京位) 17등관계 가운데 제7등관계 일길찬 또는 을길간, 제8등관계 사찬 또는 살찬, 사돌간 바로 다음인 제9등관계로서, 급찬(級飡) 또는 급벌간(及伐干), 기패한지(奇貝旱支), 급복간이라고도 하였다. 찬·간 계열 관등 가운데 최하위에 위치하였으나, 진골을 제외하고는 육두품만이 받을 수 있는 관등으로, 바로 아래 관등인 대나마(大奈麻)와는 큰 차이가 있다. 공복(公服)의 빛깔은 비색(緋色)이다.찬은 간이 변화한 음으로 간과 같은 의미이다.

## 보직
- 6정(六停)을 비롯한 주요 군부대의 경우 진골에 한하여 최고지휘관인 장군
- 지방관직 : 주(州)의 도독(都督)이나 소경(小京)의 장관인 사신(仕臣)은 급벌찬 이상이면 가능

## 인물
- 진평왕 때의 죽지랑(竹旨郎)의 낭도인 일명 득오곡(得烏谷)으로 불린 득오(得烏}

## 같이 보기
- 삼국사기
- 「고구려·신라의 관계조직의 성립과정」(金哲埈, 李丙燾博士華甲紀念論叢, 1956 ; 韓國古代社會硏究, 1975)
- 「新羅官位制度」(三池賢一, 『駒澤史學』 18, 1971)
- 「新羅官位制度の成立」(井上秀雄, 『新羅史基礎硏究』, 1974)